# Violence Unimagined
Violence Unimagined ist das 15. Studioalbum der US-amerikanischen Death-Metal-Band Cannibal Corpse. Es wurde am 16. April 2021 von Metal Blade veröffentlicht. Der Titel bedeutet übersetzt „unvorstellbare Gewalt“.

## Hintergrund
Aufgenommen und abgemischt wurde das Album in den Mana Recording Studios in St. Petersburg, Florida, von Erik Rutan. Der Produzent und Gitarrist (u. a. Hate Eternal) hatte schon zuvor Alben der Band produziert und war auch im Januar 2019 bereits ersatzweise deren Live-Gitarrist gewesen. Nachdem Pat O’Brien im Jahr 2020 aus der Band ausgestiegen ist, wurde er vollwertiges Mitglied. Der Lead-Gitarrist steuerte neben seinen grundsätzlichen Gitarrenspuren auch die Texte und die Musik der Stücke „Condemnation Contagion“, „Ritual Annihilation“ und „Overtorture“ bei.
Das Studio war für April 2020 gebucht. Der Termin konnte trotz der Einschränkungen durch die COVID-19-Pandemie in den Vereinigten Staaten planmäßig stattfinden, da es sich laut Schlagzeuger Paul Mazurkiewicz „in Florida, quasi nur die Straße runter“ befindet. Lediglich Bassist Alex Webster musste seine Tonspuren in seinem Heimstudio in Portland, Oregon, aufnehmen.

## Titelliste
| #  | Titel                   | Länge |
| -- | ----------------------- | ----- |
| 1  | Murderous Rampage       | 4:07  |
| 2  | Necrogenic Resurrection | 3:06  |
| 3  | Inhumane Harvest        | 4:32  |
| 4  | Condemnation Contagion  | 4:17  |
| 5  | Surround, Kill, Devour  | 4:10  |
| 6  | Ritual Annihilation     | 3:48  |
| 7  | Follow the Blood        | 4:39  |
| 8  | Bound and Burned        | 4:04  |
| 9  | Slowly Sawn             | 3:30  |
| 10 | Overtorture             | 2:28  |
| 11 | Cerements of the Flayed | 4:07  |

## Covergestaltung
Nachdem zwischenzeitlich einige Tonträger weltweit mit einem einheitlichen Album-Cover veröffentlicht wurden, kehrte die Band für das 15. Studioalbum zu der Option zurück, auf Anregung ihres Labels Metal Blade und aus Gründen der vorausschauenden Selbstzensur ein entschärftes Cover für den deutschen Markt zu wählen.
Das eigentlich von der Band avisierte Motiv zeigt eine kniende, nackte grauhaarige junge Frau mit einem monsterartigen Gebiss. In ihrer rechten Hand hält sie einen Säugling ohne Unterleib, in ihrer linken dessen Beine. Blut läuft an ihrem Oberkörper hinab. Hinter ihr liegt eine kopflose Leiche, vor ihr ein Kopf ohne Körper und eine zerschmetterte männliche Leiche. Die entschärfte Version zeigt den Kopf der grauhaarigen Frau seitlich in der Nahaufnahme mit geöffnetem Mund, so dass die unmenschlichen Zähne und die übernatürlich lange Zunge gut zu erkennen sind. Der Kopf ist leicht in den Nacken gelegt, am Kopf und am Hals sind deutlich Spuren von Blut zu sehen.
In beiden Fällen befindet sich der Schriftzug der Band am oberen Rand des Albumcovers. In der erstgenannten Fassung ist der Albumtitel links unten platziert, in der anderen Fassung direkt unter dem Bandlogo.

## Rezeption
Der Rezensent des englischsprachigen Online-Magazins Blabbermouth.net vergibt 9 von 10 möglichen Punkten und konstatiert:

“Cannibal Corpse doesn't simply continue to prove its relevance with "Violence Unimagined", they've offered an album that's as good as anything death metal fans could hope for in 2021.”

„[Die Band] Cannibal Corpse beweist nicht einfach nur ihre Relevanz mit „Violence Unimagined“, sie hat ein Album angeboten, das so gut ist, wie alles, was Death-Metal-Fans im Jahr 2021 erhoffen könnten.“

In der Besprechung von Ausgabe 406 des Rock Hard kommt Sebastian Schilling zu einem vollumfänglich positiven Eindruck, wie die an den Anfang gestellte Zusammenfassung zeigt:

„Cannibal Corpse werden von Album zu Album besser. Nur wenigen Bands gelingt es, dem eigenen Stil einerseits treu zu bleiben und ihn zugleich mittels feindosierter Veränderungen frisch und interessant zu halten.“

Differenzierter äußert sich Jannik Kleemann, der seine Review für das Online-Magazin metal.de mit der Feststellung beendet:

„Es ist ein gutes Album geworden, das einige neue, starke Songs zu bieten hat, obwohl nicht jeder direkt zündet.“